# Umo Diallo Dieng
Umo Diallo Dieng (Lanzarote, 12 de enero de 1998) es una jugadora profesional de baloncesto, que juega en Liga Femenina. Su apodo es Di Di.

## Trayectoria
Umo Diallo Dieng nació en Arrecife (Lanzarote, Islas Canarias) en 1998. Tras descubrir el baloncesto a los 12 años y jugar en varios equipos locales, a los 14 años comenzó a jugar en el Segle XXI en cadete.

## Clubes
- 2021-2022 Movistar Estudiantes en Liga Femenina.[3]
- 2020-2021 Club Baloncesto Avenida en Liga Femenina.[4]
- 2019-2020 Stadium Casablanca (baloncesto femenino) en Liga Femenina.
- 2017-2019 Araski AES en Liga Femenina.[5][6]
- 2016-2017 Campus Promete LF1 y LF2.[7]
- 2016-2017 Snatt´s Femení Sant Adrià Liga Femenina 2.
- 2015-2016 Segle XXI Catalunya Liga Femenina 2.[8]
- 2014-2015 Segle XXI Catalunya (Junior y Liga Femenina 2).
- 2013-2014 Segle XXI Catalunya (Junior).
- 2012-2013 Segle XXI Catalunya (Cadete).
- 2011-2012 Tizziri Tinajo

(Cadete).
- 2010-2011 Puerto del Arrecife (Infantil).
- 2024 Halcones Rojas de Veracruz (LNBP).

## Selección nacional
Ha disputado diferentes campeonatos de España de selecciones y de clubes y ha sido jugadora de las categorías inferiores de la selección española en varias competiciones.

## Palmarés
| Título                      | Club                      | País   | Año  |
| --------------------------- | ------------------------- | ------ | ---- |
| Campeonato de España Junior | Segle XXI                 | España | 2013 |
| Finalista Liga Femenina 2   | Snatt´s Femení Sant Adrià | España | 2016 |

| Título                                           | Sede       | Resultado   | Año  |
| ------------------------------------------------ | ---------- | ----------- | ---- |
| Campeonato Europeo Sub-16 femenino de baloncesto | Bulgaria   | Campeona    | 2013 |
| Torneo del BAM                                   | Eslovenia  | Subcampeona | 2014 |
| Campeonato del Mundo Sub-17                      | Rep. Checa | Subcampeona | 2014 |
| Campeonato Europeo Sub-16 femenino de baloncesto | Hungría    | Tercera     | 2014 |
| Campeonato Europeo Sub-18 femenino de baloncesto | Eslovenia  | Campeona    | 2015 |
| Campeonato Europeo Sub-18 femenino de baloncesto | Hungría    | Subcampeona | 2016 |
| Campeonato Europeo Sub-18 femenino de baloncesto | Polonia    | Subcampeona | 2016 |
| Campeonato Europeo Sub-20 femenino de baloncesto | Portugal   | Campeona    | 2016 |